# 和泉耕二
和泉 耕二（いずみ こうじ、1947年（77 - 78歳） - ）は、日本の作曲家。

## 概要
宮城県石巻市出身。国立音楽大学大学院音楽研究科作曲専攻修了。高田三郎、廣瀬量平、島岡譲らに師事する。尚美学園講師を経て、1997年より大阪音楽大学教授、ほかに京都市立芸術大学で教える。日本現代音楽協会と日本作曲家協議会会員、オーケストラ・プロジェクト同人。作風は最初の戦後世代らしくはっきりした語法と主張が特徴的。

## 主要作品
- マジン・クネーネの詩の基づく「ウェニシット・ジェスメーレ」(1987)
- 尺八と琴のための「コンポジション｣(1992)
- 独奏ピアノのための「3つのアフリカ」(1993)[2]
- 独奏尺八のための「狂竹」(1994)
- 尺八と弦楽四重奏のための「異糸の譜」(1996)
- 独奏チェロのための「音楽｣(1998)
- 独奏コントラバスのための「パーカシブ・ムーブメント」(2000)
- 2つの独奏尺八と尺八群のための「手向抄」(2000)
- オーケストラのための「異糸の譜　III」(2002)
- 歌とピアノのための芭蕉の葉浮きによる「諷詠三趣」(2003)JFC
- ペルム幻想／2億5千万年の大地の夢 (2007)
- 独奏セロのための〈みちのくあらまい〉(2009)
- 色は匂へど−尺八　三絃　箏のための(2010)
- 希望−ソプラノとピアノのための／東日本大震災からの復興を願って(2011)
- 東日本大震災からの復興を願って「石巻・わがふる里」(2012)[3]
- 深い悲しみの中で−ヴァイオリンと十三絃箏のための (2012)
- 歌曲集「いろがみの詩[4]」